# Stazione di Ardenno-Masino
Stazione di Ardenno-Masino vasútállomás Olaszországban, Lombardia régióban, Ardenno településen.

## Vasútvonalak
Az állomást az alábbi vasútvonalak érintik:
- Tirano–Lecco-vasútvonal

## Kapcsolódó állomások
A vasútállomáshoz az alábbi állomások vannak a legközelebb:
- Stazione di Talamona
- Stazione di San Pietro Berbenno